# قاشقای
قاشقای(Qashqay) یکی از روستاهای استان آذربایجان شرقی است که در دهستان عباس شرقی بخش تیکمه‌داش شهرستان بستان‌آباد واقع شده‌است.این روستا ۸۶ نفر جمعیت دارد.